# Aydın Güven Gürkan
Aydın Güven Gürkan (ur. 10 maja 1941 w Elazığu, zm. 22 stycznia 2006 w Ankarze) – turecki polityk, ekonomista i nauczyciel akademicki, profesor, deputowany i minister.

## Życiorys
W 1963 ukończył studia ekonomiczne na wydziale nauk politycznych Uniwersytetu w Ankarze. Doktoryzował się na Uniwersytecie Kolońskim. Pracował jako nauczyciel akademicki, był związany z Uniwersytetem Gazi. W 1978 uzyskał pełną profesurę. Pełnił funkcje dyrektora szkoły dziennikarstwa oraz kierownika katedry doktryn ekonomicznych.
W pierwszej połowie lat 80. zaangażował się w działalność polityczną. W 1983 z ramienia ugrupowania HP uzyskał mandat posła do Wielkiego Zgromadzenia Narodowego Turcji. W 1984 został sekretarzem generalnym partii, a w 1985 jej przewodniczącym. W tym samym przyczynił się do połączenia ugrupowań HP i SODEP w Socjaldemokratyczną Partię Ludową (SHP). Został pierwszym przewodniczącym nowej formacji, w 1986 zastąpił go na tej funkcji Erdal İnönü. Aydın Güven Gürkan pełnił następnie funkcję wiceprzewodniczącego socjaldemokratów.
Do tureckiego parlamentu powrócił w wyniku wyborów w 1991. Mandat deputowanego utrzymał także z ramienia Republikańskiej Partii Ludowej (CHP) w głosowaniu z 1995. Od marca do czerwca 1995 sprawował urząd ministra pracy i ochrony socjalnej w rządzie Tansu Çiller. W 1998 zrezygnował z członkostwa w CHP. W 2002 dołączył do powstałej w tymże roku partii YTP. Zmarł w 2006 na chorobę nowotworową.